# Stereophyllum chlorophyllum
Stereophyllum chlorophyllum là một loài rêu trong họ Stereophyllaceae. Loài này được (Hornsch.) Mitt. mô tả khoa học đầu tiên năm 1869.